# Uniwersytet Sofijski im. św. Klemensa z Ochrydy
Uniwersytet Sofijski im. św. Klemensa z Ochrydy (bułg. Софийски университет „Св. Климент Охридски“) – bułgarska szkoła wyższa z siedzibą w Sofii, założona w 1904 roku na bazie działającej od 1888 Wyższej Szkoły Pedagogicznej.
Po przekształceniu wyższej szkoły pedagogicznej w uniwersytet w 1904 pierwszym rektorem nowej uczelni został językoznawca Aleksandyr Teodorow-Bałan. Uczelnię tworzyły początkowo trzy wydziały (historii i filologii, matematyki i fizyki, prawa). W 1907 uniwersytet został zamknięty na kilka miesięcy przez księcia Ferdynanda po zamieszkach w Sofii, w których aktywny udział wzięli studenci i pracownicy uczelni.
W roku akademickim 1922/1923 uniwersytet składał się z 6 wydziałów. W tym czasie studiowało na uczelni 2388 studentów (w tym 686 kobiet), a kadrę dydaktyczną tworzyło 205 osób. W 1929 obroniono pierwszą rozprawę doktorską. W roku 1934 zakończono budowę kompleksu budynków, w których dzisiaj mieszczą się władze uczelni. Budynek rektoratu projektowali Nikoła Lazarow i Jordan Milanow.
Po przejęciu władzy przez komunistów w 1944 kadra uniwersytecka liczyła 182 profesorów i 286 asystentów. W tym czasie kształciło się na uczelni 13 627 osób. W 1947 powstały trzy nowe wydziały, a uczelnia przyjęła sowiecki system organizacyjny.
Święto uczelni przypada 25 listopada, w dzień poświęcony św. Klementowi z Ochrydy. 

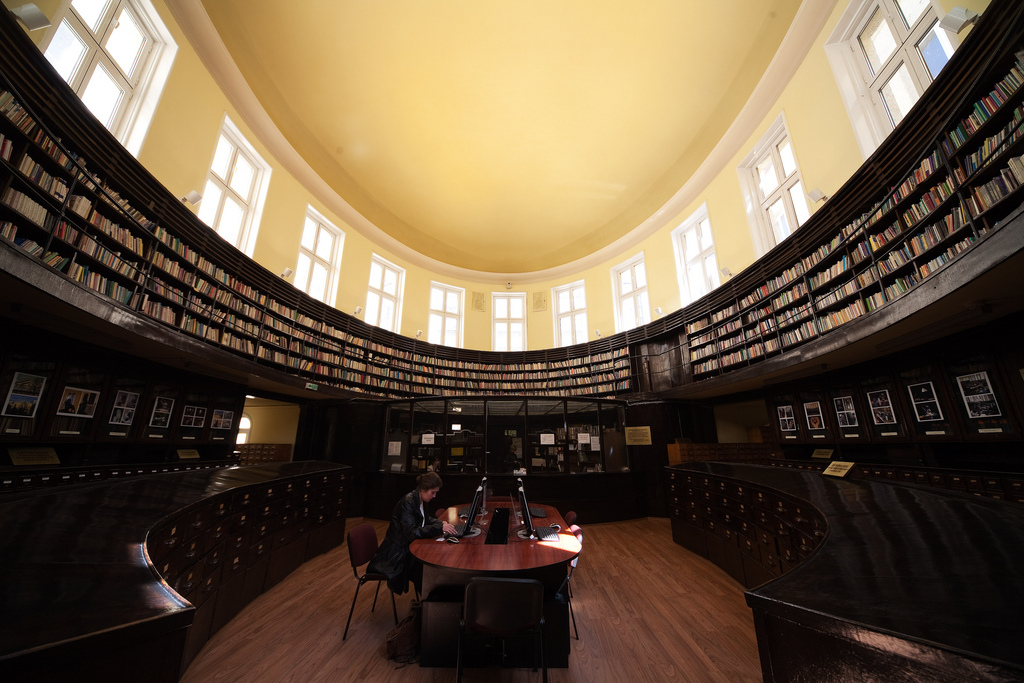
Biblioteka uniwersytecka

## Struktura Uczelni
Uczelnia daje możliwość podjęcia studiów na kierunkach humanistycznych oraz ścisłych prowadzonych w ramach szesnastu wydziałów. 
- Wydział Biologii
- Wydział Chemii
- Wydział Dziennikarstwa i Komunikacji Masowej
- Wydział Ekonomii i Zarządzania
- Wydział Filologii Klasycznej i Neofilologii
- Wydział Filozoficzny
- Wydział Fizyki
- Wydział Geologii i Geografii
- Wydział Historyczny
- Wydział Matematyki i Informatyki
- Wydział Medyczny
- Wydział Nauczania Początkowego
- Wydział Pedagogiczny
- Wydział Prawa
- Wydział Slawistyczny
- Wydział Teologiczny

Dodatkowo proces kształcenia wspiera Studium Nauki Języków, Studium Wychowania Fizycznego oraz Departament Informacji i Szkolenia Nauczycieli. Uczelnia posiada własne wydawnictwo i bibliotekę z zasobem przekraczającym 2 mln woluminów.

## Poczet rektorów uczelni

### Okres 1904–1918
- Aleksandyr Teodorow-Bałan
- Bonczo Bojew
- Iwan Georgow
- Stefan Kirow
- Penczo Rajkow
- Michaił Popowilijew
- Benio Conew
- Stefan Jurinicz
- Wasił Złatarski
- Georgi Bonczew
- Anastas Iszirkow
- Georgi Sziszkow

### Okres 1918–1941
- Aleksandyr Cankow
- Metodij Popow
- Zachari Karaogłanow
- Wasił Mołłow
- Stefan Petkow
- Władimir Aleksijew
- Gawrił Kacarow
- Georgi Sziszkow
- Stefan Bałamezow
- Stojan Kirkowicz
- Bogdan Fiłow
- Ljuben Dikow
- Michaił Arnaudow
- Georgi Manew
- Georgi Genow
- Aleksandyr Staniszew
- Janaki Mołłow
- Stefan Cankow

### Okres 1941–1945
- Stefan Angełow
- Dimityr Kacarow
- Liubomir Czakałow
- Dimityr Silianowski
- Stefan Bałamezow

### Okres 1945–1989
- Dimityr Orachowac
- Georgi Nadżakow
- Władimir Georgijew
- Daki Jordanow
- Dimityr Kosiew
- Pantelej Zarew
- Christo Christow
- Błagowiest Siendow
- Iłczo Dimitrow
- Georgi Bliznakow
- Minczo Siemow

### Okres 1989–2008
- Nikoła Popow
- Nikołaj Genczew
- Iwan Lalow
- Bojan Biołczew
- Iwan Iłczew
- Anastas Gerdżikow

## Doktorzy honoris causa
- Ignacy Mościcki (21 lutego 1939)[1].